# حصون البندقية بين القرنين السادس عشر والسابع عشر

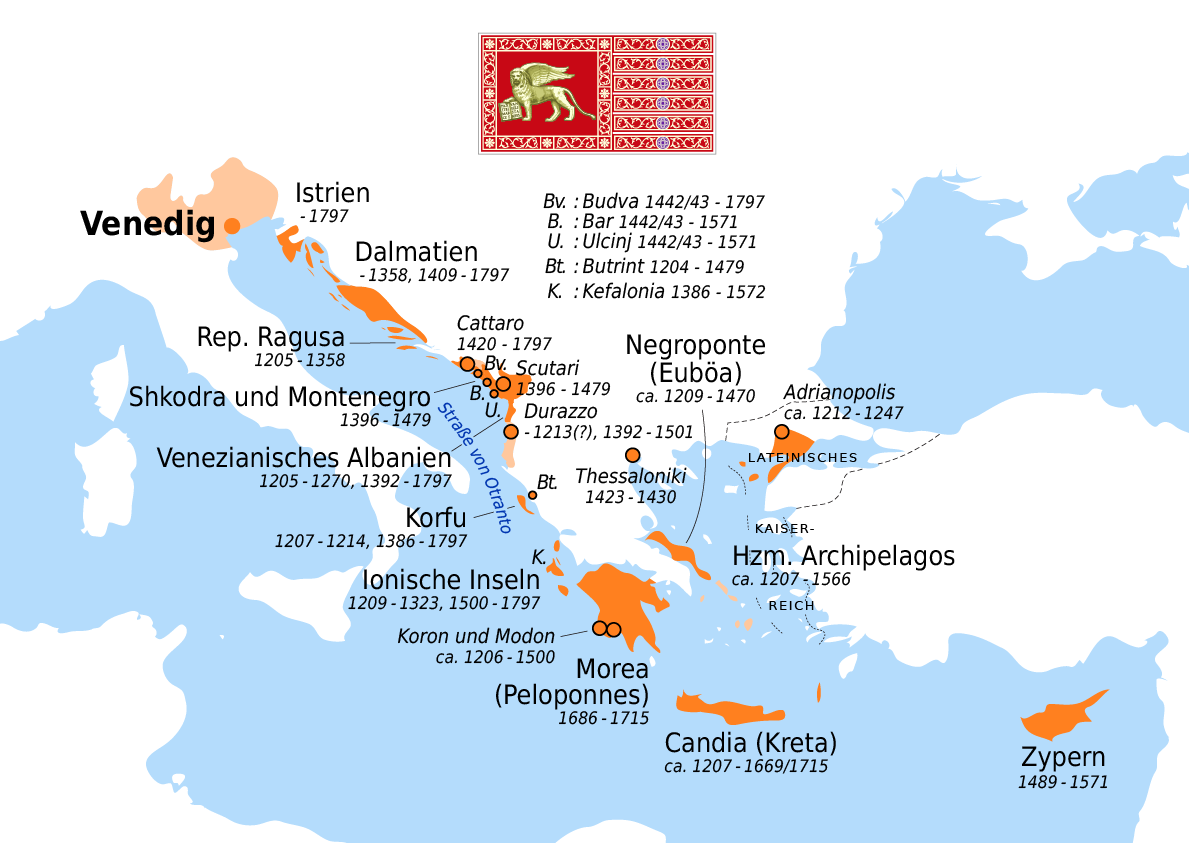
إمبراطورية البندقية

حصون البُندقية بين القرنين السادس عشر والسابع عشر: ستاتو دا تيرا - ستاتو دا مار الغربية هو الاسم الرسمي الذي أعطته اليونسكو لستة أسوار دفاعية بُنيت خلال عهد جمهورية البندقية حول بر الجمهورية الرئيسى (ستاتو دا تيرا) وحول مجالها البحري (ستاتو دا مار). تتكون هاته الحُصون من 15 حصنًا مُوزعا بين كُل من إيطاليا وكرواتيا والجبل الأسود، وتمتد مساحتُها لأكثر من 1,000 كيلومتر (620 ميل) بين منطقة لومبارديا في إيطاليا وساحل البحر الأدرياتيكي الشرقي. تتنوع هاته الحصون بين الحُصون البرية (دوميني دي تيرافيرما) والحُصون البحرية (دوميني دا مار). تحصينات كوتور هي الجُزء من هاته الحصون الذي يقع في الجبل الأسود.

## الحصون
| الحصن                                  | صورة للموقع | الموقع                                                                         |
| -------------------------------------- | ----------- | ------------------------------------------------------------------------------ |
| حصن بيرغامو                            |             | لومبارديا، إيطاليا 45°42′12″N 9°39′49″E / 45.70333°N 9.66361°E                 |
| حصن بيسكيرا دل غاردا                   |             | فينيتو، إيطاليا 45°26′20″N 10°41′39″E / 45.43889°N 10.69417°E                  |
| حصن بالمانوفا                          |             | فريولي فينيتسيا جوليا، إيطاليا 45°54′22″N 13°18′35″E / 45.90611°N 13.30972°E   |
| نظام زادار الدفاعي                     |             | مقاطعة زادار، كرواتيا 44°6′42″N 15°13′49″E / 44.11167°N 15.23028°E             |
| حصن القديس نيكولا، مقاطعة شيبينيك-كنين |             | مقاطعة شيبينيك-كنين، كرواتيا 43°43′17″N 15°51′17″E / 43.72139°N 15.85472°E     |
| تحصينات كوتور                          |             | Kotor Municipality، الجبل الأسود 42°25′25″N 18°46′19″E / 42.42361°N 18.77194°E |